# Женевская эскалада
Эскалада (от фр. escalier «лестница») — историческое событие 11—12 декабря 1602 года (по
юлианскому календарю, 21—22 декабря по григорианскому), когда войска герцога-католика Карла Эммануила Савойского попытались взять штурмом крепостные стены вольного кальвинистского города Женевы, но женевцы смогли отбить ночное нападение католиков.
С тех пор каждый год в начале декабря швейцарский город-кантон Женева организует красочный праздник-фестиваль Эскалада, посвящённый торжеству своих горожан над неприятелем. Название «Эскалада» произошло от французского слова «лестница», так как именно их использовали войска герцога Савойского для штурма города. В ход пошли также и канаты, с помощью которых карабкались по стенам солдаты. Тем не менее женевцы одержали верх с помощью как своей артиллерии, так и холодного оружия. 
Согласно народной легенде, женевцам помогла и мать 14 детей матушка Катрин Руайом (Mère Royaume), которая якобы опрокинула котёл горячего овощного супа с городских стен прямо на головы карабкающихся неприятелей.
|                          |  |                                  |  |                  |
| Женева во время эскалады |  | Женевец в костюме воина эскалады |  | Картина сражения |

Сейчас праздник Эскалада символизирует солидарность горожан перед лицом врага. Отмечается он красочно, с яркими маскарадами, парадами, театральной инсценировкой событий той ночи, музыкой, факельным шествием по улицам старого города, народными гуляниями у огромных костров, которые разводят на площади Кур Сен-Пьер близ кафедрального собора. Традиционные угощения фестиваля: горячий овощной суп или глинтвейн, а также шоколадные котелки мармит.